# Alfonso Basterra Camporro
Pour les articles homonymes, voir Basterra.
Alfonso Basterra Camporro, né en 1964 à Bilbao, est un journaliste espagnol.
Il est l'ex-mari de l'avocate Rosario Porto Ortega et le père d'Asunta Basterra.

## Biographie
Né à Bilbao, il s'installe en Galice dans les années 1980 et s'installe à Saint-Jacques-de-Compostelle. Spécialisé dans l'information économique, il collabore avec la presse locale. Il est correspondant d'un journal économique national et travaille pour différents médias de télévision et de radio.
Il épouse l'avocate Rosario Porto Ortega le 4 février 1996, dont il divorce ensuite.
Le couple adopte la fillette chinoise Fang Yong, originaire de la ville de Yongzhou (Hunan), prénommée Asunta Basterra. La fillette est assassinée en 2013.
Condamné en 2015, il ne cesse de clamer son innocence depuis.

## Postérité
- En 2024, son rôle est joué par l'acteur Tristán Ulloa dans la série à succès de Netflix L'Affaire Asunta[4].